# Florian Scheiber
Florian Scheiber (Sölden, 17 maggio 1987) è un allenatore di sci alpino ed ex sciatore alpino austriaco specialista delle prove veloci, vincitore di due Coppe Europa.

## Biografia

### Carriera sciistica

#### Stagioni 2003-2009
Scheiber, nato e residente a Sölden e attivo in gare FIS dal dicembre del 2002, ha esordito in Coppa Europa l'11 gennaio 2005 a Bad Kleinkirchheim, senza completare il supergigante in programma. Poco più di un mese dopo ha conquistato i suoi primi risultati di rilievo, vincendo la medaglia d'argento nello slalom gigante e quella di bronzo nella combinata ai Mondiali juniores disputati a Bardonecchia.
A livello di Coppa Europa i suoi piazzamenti hanno iniziato a diventare significativi durante la stagione 2007-2008, nella quale ha conquistato anche la sua prima vittoria, nonché primo podio (nella discesa libera di Bansko dell'8 marzo), e il 3º posto nella classifica generale. Il 21 febbraio 2009 ha esordito in Coppa del Mondo nello slalom gigante di Sestriere, senza però concluderlo; in quella stagione 2008-2009 in Coppa Europa, forte di quattro podi (una vittoria) e altri piazzamenti, si è aggiudicato il trofeo continentale, piazzandosi anche 2º nella classifica di supergigante.

#### Stagioni 2010-2016
Il 29 novembre 2009 con il 28º posto nel supergigante di Lake Louise ha ottenuto i primi punti nel circuito della Coppa del Mondo. Durante la stagione 2011-2012 è stato ancora protagonista a livello continentale e, grazie anche a sette podi (di cui cinque vittorie), si è aggiudicato per la seconda volta la Coppa Europa, oltre a vincere la classifica di supergigante e a classificarsi 2º in quella di discesa libera.
Il 30 novembre 2012 ha ottenuto a Beaver Creek in discesa libera il suo miglior piazzamento in Coppa del Mondo (4º); si è ritirato al termine della stagione 2015-2016 e la sua ultima gara in carriera è stata la discesa libera di Coppa del Mondo disputata a Wengen il 16 gennaio (55º). In carriera non ha preso parte né a rassegne olimpiche né iridate.

### Carriera da allenatore
Dopo il ritiro è divenuto allenatore nei quadri della Federazione sciistica dell'Austria, responsabile delle velociste dalla stagione 2020-2021 dopo esser stato per due stagioni allenatore in seconda.

## Palmarès

### Mondiali juniores
- 2 medaglie:
  - 1 argento (slalom gigante a Bardonecchia 2005)
  - 1 bronzo (combinata[2] a Bardonecchia 2005)

### Coppa del Mondo
- Miglior piazzamento in classifica generale: 53º nel 2013

### Coppa Europa
- Vincitore della Coppa Europa nel 2009 e nel 2012
- Vincitore della classifica di supergigante nel 2012
- 16 podi:
  - 7 vittorie
  - 4 secondi posti
  - 5 terzi posti

#### Coppa Europa - vittorie
| Data             | Località                | Paese    | Specialità |
| ---------------- | ----------------------- | -------- | ---------- |
| 8 marzo 2008     | Bansko                  | Bulgaria | DH         |
| 4 dicembre 2008  | Reiteralm               | Austria  | SG         |
| 14 gennaio 2012  | Méribel                 | Francia  | SG         |
| 1º febbraio 2012 | Santa Caterina Valfurva | Italia   | SG         |
| 2 febbraio 2012  | Santa Caterina Valfurva | Italia   | SG         |
| 8 febbraio 2012  | Sarentino               | Italia   | DH         |
| 16 marzo 2012    | La Thuile               | Italia   | SG         |

Legenda:

DH = discesa libera

SG = supergigante

### Campionati austriaci
- 3 medaglie[2]:
  - 1 oro (supergigante nel 2008)

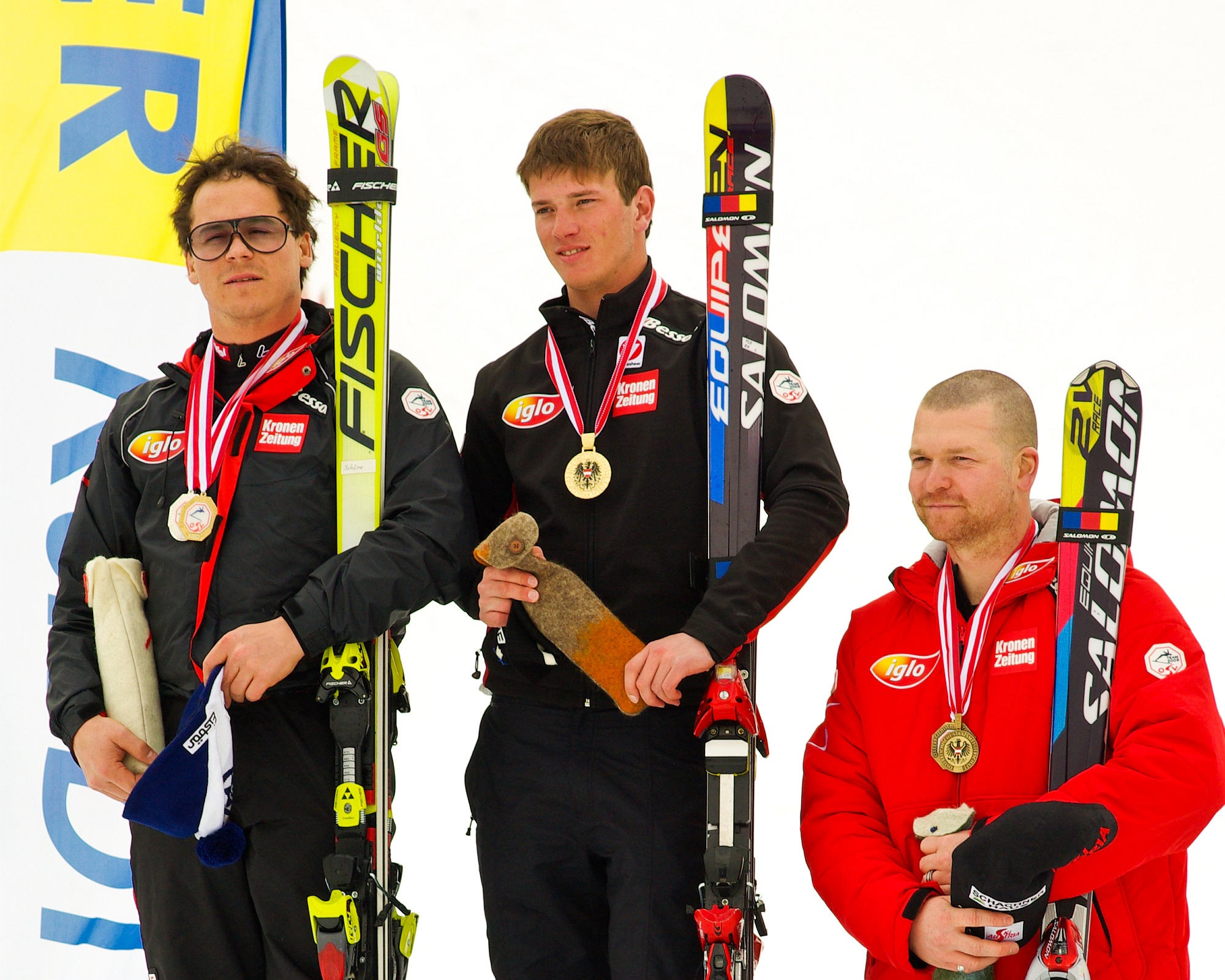
Il podio del supergigante ai Campionati austriaci di sci alpino 2008, con Florian Scheiber (oro, al centro) accanto a Rainer Schönfelder (oro ex aequo, a sinistra) e a Klaus Kröll (bronzo, a destra)

  - 2 bronzi (discesa libera nel 2008; supergigante nel 2011)

### Campionati austriaci juniores
- 11 medaglie[2]:
  - 3 ori (supergigante, slalom gigante nel 2004; combinata nel 2006)
  - 5 argenti (discesa libera, slalom gigante, combinata nel 2005; slalom gigante, slalom speciale nel 2006)
  - 3 bronzi (supergigante, slalom speciale nel 2005; discesa libera nel 2006)